# Sack

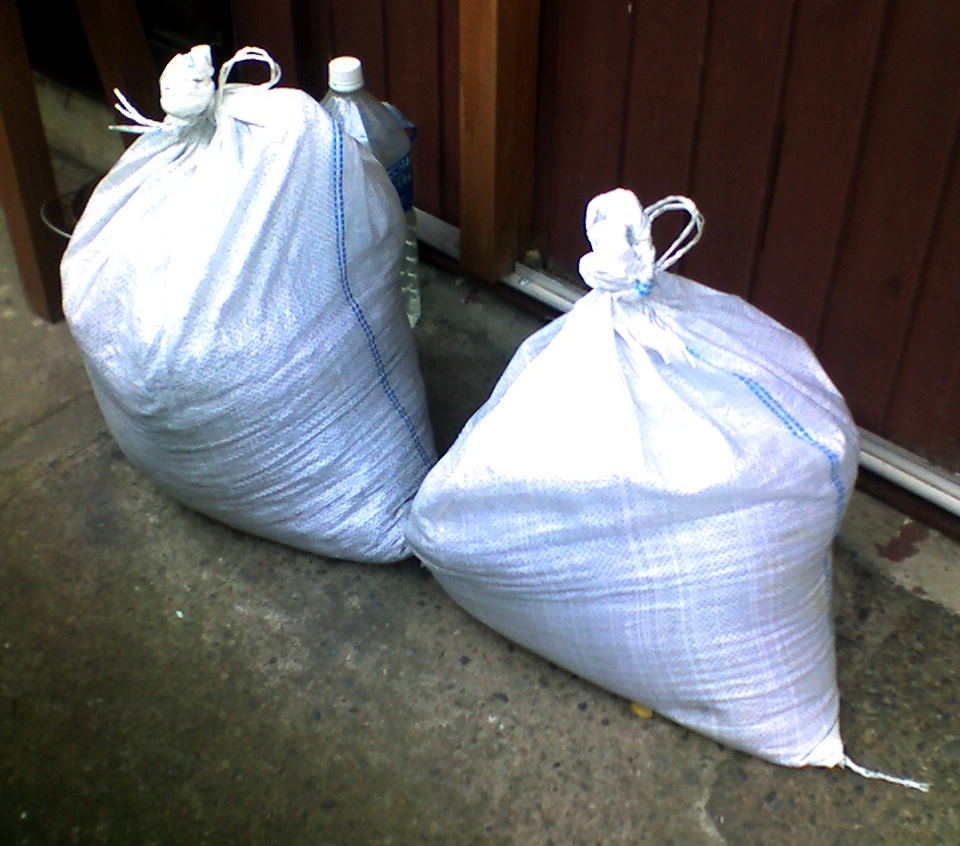
Sandsäcke

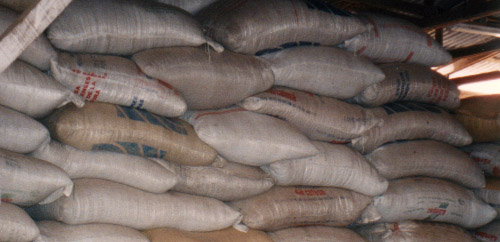
Gestapelte Kaffeesäcke

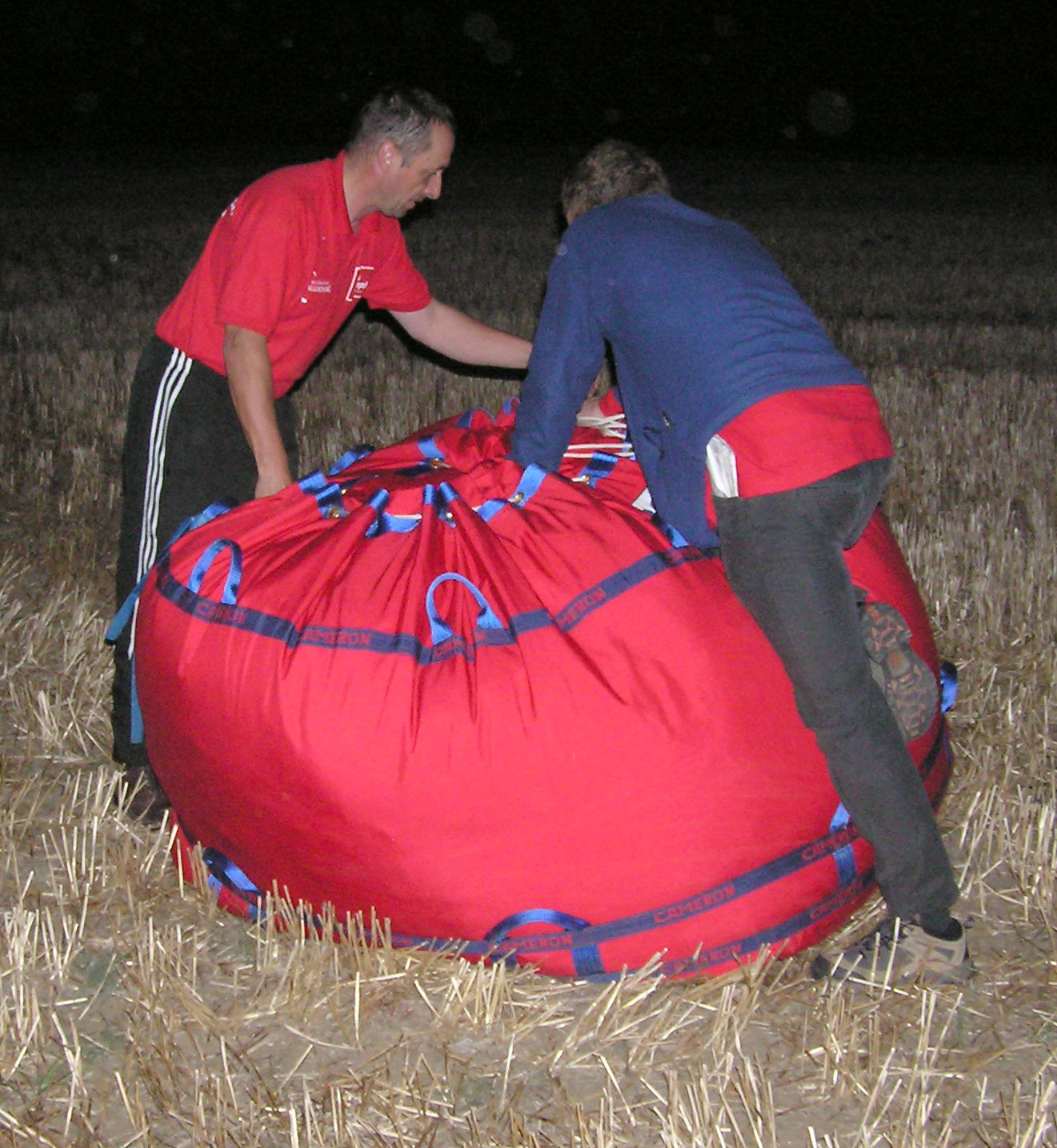
Ballonsack

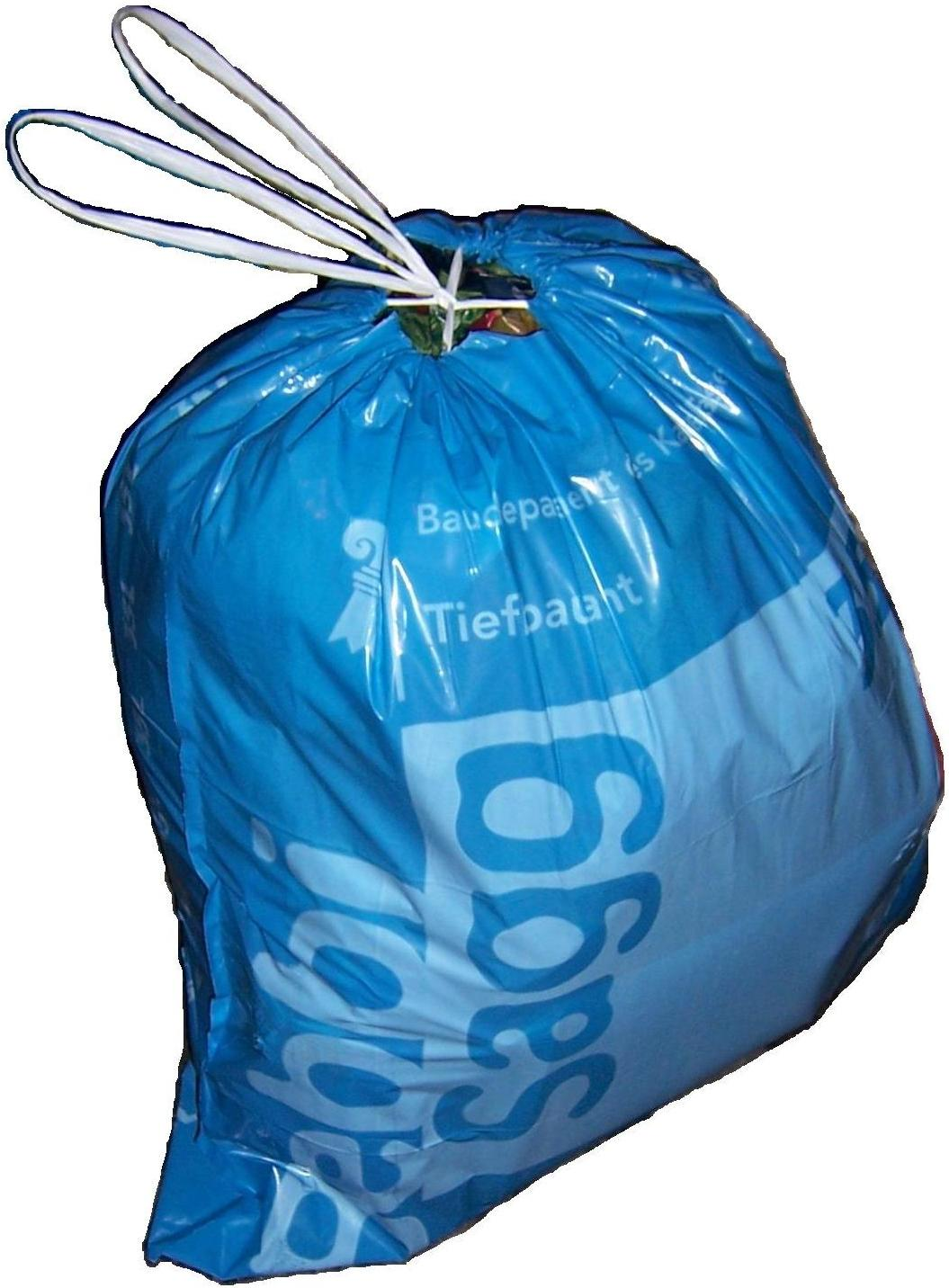
Müllsack

Ein Sack ist ein flexibles Behältnis aus Textilmaterial, Kunststofffolie oder Papier zur Aufbewahrung und zum Transport von beweglichen Sachen, häufig von Schüttgut. Ein Sack hat meist eine schlauchförmige Gestalt, die an einem Schlauchende verschlossen ist. In befülltem Zustand hat ein Sack eine meist bauchige Gestalt. Zum Befüllen wird das offene Schlauchende nach oben gehalten.
In unbefüllter Form bestehen Säcke oft – aber nicht immer – aus zwei aufeinander liegenden rechteckigen Stücken Stoff, Papier oder Folie, die an allen Rechteckskanten miteinander vernäht, verklebt oder verschweißt sind, mit Ausnahme einer der beiden Schmalseiten. Diese Seite dient dann der Befüllung. Die beiden Rechtecke können auch durch ein in der Mitte gefaltetes rechteckiges Stück Stoff, Folie, Papier etc., gebildet werden. Säcke können aber auch bereits in Zylinderform, in Zylinderform mit angefügter Halbkugel und in vielen anderen Varianten produziert werden.
Im Gegensatz zur Tasche hat ein Sack meist keine Griffe und Henkel zum manuellen Transport.

## Größe
Die Größe von Säcken fällt unterschiedlich aus. Ein Müllsack hat ein Volumen von bis zu 200 Litern. In der Industrie und im Bauwesen finden noch weit größere Säcke Verwendung, diese werden aber technisch als Schüttgutbehälter oder Bigbags bezeichnet und haben Standardvolumina von z. B. 1000 Litern. Säcke mit Deckel (Deckelsack) sollen den Vorteil haben, Materialien hygienisch bzw. wasserdicht zu verpacken bzw. schützen.
Kleinere Verpackungen aus Stoff, Papier oder Plastik für lose Güter bezeichnet man in Deutschland eher als Tüte oder Beutel und in Österreich sowie Teilen von Bayern als „Sackerl“. In Teilen von Baden-Württemberg ist hierfür auch das Wort „Guck“ gebräuchlich.
Zum Transport und zur Lagerung werden Säcke oben verknotet oder mit einer Kordel verschnürt. Beim Transport durch Menschen werden sie oft auf dem Rücken gehalten transportiert. Ferner können zum Transport von Säcken Sackkarren eingesetzt werden. Große Säcke wie Bigbags lassen sich befüllt in der Regel nur noch maschinell, etwa mittels Gabelstapler, handhaben.

## Anwendungen
- Die Postverwaltungen in aller Welt verwenden Postsäcke für die Verpackung von Briefen und kleineren Paketen.
- Für die Sammlung und Entsorgung von Abfall, wiederverwertbaren Rohstoffen (Gelber Sack) oder kompostierbaren Materialien werden oft Müllsäcke eingesetzt.
- Sandsäcke dienen vor allem dem Hochwasserschutz.
- Lebensmittelgrundstoffe werden z. B. in Kaffeesäcken, Mehlsäcken, Reissäcken transportiert.
- Leichensack zum Abtransport von Leichen
- Floßsack und Badesack

Auch andere, kleinere Tragebehälter werden als „Sack“ bezeichnet, die eigentlich Taschen darstellen
- Der sogenannte Mantelsack, eine Art runde oder eckige Satteltasche, wurde von Reitern, insbesondere beim Militär, genutzt und hinter dem Sattel angeschnallt. Der Name leitet sich davon ab, dass u. a. Kleidung darin aufbewahrt wurde und Stoff und Farbe des Mantelsacks oft der Satteldecke oder dem Mantel selbst angeglichen wurden, z. B. bei den Kürassieren der Grande Armée oder den preußischen Gensdarmes
- Quersack
- Rucksack
- Schnappsack
- Waidsack.

Von sackartiger Form ist auch der danach benannte Schlafsack.
Sackhüpfen ist eine verbreitete Volkssportart.

## Materialien
Ein Sack besteht traditionell aus Jute, wird aber heutzutage aus den verschiedensten Materialien wie Papier oder Kunststoff hergestellt. Hierbei treten auch Kombinationen der verschiedenen Stoffe auf, z. B. ein Papiersack mit innen liegender Kunststoffschicht als Feuchtigkeitsbarriere z. B. bei Zementsäcken.

## Wortherkunft
Das Wort Sack ist semitischen Ursprungs (phönizisch-hebräisch saq, „Stoff aus Haar“, „Sack“) und gelangte über griechisch sákkos für „grober Stoff aus Ziegenhaar“ und lateinisch saccus nach Europa. Das gotische sakkus bzw. althochdeutsche sac bedeutete „Bußgewand aus grobem Stoff“, „Trauergewand“. Ähnliche Formen sind auch im Englischen, Tschechischen, Niederländischen und Französischen bekannt.
Abgeleitet wurde im 19. Jahrhundert das Wort Sakko für ein nicht tailliertes Jackett.

## Redewendungen
Das Wort kommt umgangssprachlich häufig und meist abwertend im übertragenen Sinn und in Redewendungen vor, z. B. Pfeffersack, Plumpsack, Geldsack, „alter Sack“, „Das geht mir auf den Sack“, „Säcke vor den Türen“, „In Sack und Asche“ usw. Vgl. auch Sackgasse. Sackstand bedeutete in der Soldatensprache der NVA so viel wie durch den Vorgesetzten verursachte Unruhe.